# Astémizole
L'astémizole, distribué sous la marque Hismanal, est un antihistaminique de deuxième génération à action longue durée qui a été retiré du marché dans la plupart des pays en raison d'effets indésirables rares mais potentiellement fatals (augmentation de l'intervalle QTc et arythmie liée provoquée par le blocage des canaux hERG).
L'astémizole est dégradé par le cytochrome P450 3A4 (CYP3A4), présent dans le foie et les intestins.
Il s'agit d'un antihistaminique H1 structurellement semblable à la terfénadine (en) et de l'halopéridol (un antipsychotique butyrophénone) et ayant un effet anticholinergique et antiprurigineux. Il se lie aux récepteurs de l'histamine H1, ce qui a pour effet de supprimer la formation d'un œdème et du prurit. On avait d'abord pensé que l'astémizole ne franchissait pas la barrière hémato-encéphalique, mais des études plus récentes ont montré que l'astémizole peut franchir cette barrière et se lie fortement aux protéines présentant une conformation associée à la maladie d'Alzheimer.
L'astémizole aurait par ailleurs un effet préventif contre l'atrophie musculaire des patients immobiles, comme l'a montré une étude sur la souris. Cette utilisation n'est cependant pas envisageable à long terme en raison des effets d'un tel traitement sur le cœur. On a également identifié une action antipaludéenne de l'astémizole selon un mécanisme semblable à celui de la chloroquine mais agissant également chez les parasites résistant à la chloroquine. L'astémizole aurait enfin une action contre les prions, avec une perspective de traitement possible pour la maladie de Creutzfeld-Jacob.